# Igoor Estate, Sakleshpur
Igoor Estate là một làng thuộc tehsil Sakleshpur, huyện Hassan, bang Karnataka, Ấn Độ.